# The Chasm
A The Chasm mexikói death metal együttes. 1992-ben alapította Daniel Corchado, miután otthagyta a Cenotaph együttest. (Nem összekeverendő az ugyanilyen nevű török death metal együttessel.) A death metalon kívül még a black és a progresszív metal műfaja is hatással volt a zenekarra. 2017-es nagylemezük instrumentális zenét tartalmaz.
Daniel Corchado az Incantation 1998-as Diabolical Conquest című albumán is énekelt.

## Tagok
- Daniel Corchado – ének, gitár (1992–)
- Antonio Leon – dob (1992–)

## Korábbi tagok
- Erick Diaz-Soto – gitár (1992–1993, 1994–1997)
- Luis Martinez – basszusgitár (1992–1994)
- Luis Antonio Ramos – gitár (1993–1994)
- Rodolfo Riveron – basszusgitár (1994)
- Roberto Valle – basszusgitár (1999)
- Alfonso Pollo – basszusgitár (2000–2003)
- Julio Viterbo – (1998–2013)

## Diszkográfia
- Procreation of the Inner Temple (1994)
- From the Lost Years (1995)
- Deathcult for Eternity: The Triumph (1998)
- Procession to the Infraworld (2000)
- Reaching to the Veil of Death (EP, 2001)
- Conjuration of the Spectral Empire (2002)
- The Spell of Retribution (2004)
- Farseeing the Paranormal Abysm (2009)
- A Conscious Creation from the Isolated Domain - Phase I (2017)